# 최경훈 (배우)
최경훈(1993년 4월 9일 ~ )는 대한민국의 배우이다.

## 배우 활동
최경훈은 2019년 웹드라마 [찐엔딩]으로 데뷔했다. 이어 웹드라마 [로맨스, 토킹](2020)에 출연하는 것은 물론싱어송라이터 리밋(Limit)의 ‘낱말’이라는 뮤직비디오의 속 남자주인공으로 출연해 첫사랑의 기억을 소환하는 아련함을 선사했다. 차세대 로맨스 유망주로 떠오르고 있는 최경훈의 무한한 성장이 기대된다.

## 출연 작품

### 드라마
| 연도 | 방송사   | 제목               | 역할   |
| ---- | -------- | ------------------ | ------ |
| 2019 | 웹드라마 | 최고의엔딩         | 최재혁 |
| 2019 | 웹드라마 | 너의연애브이로그   | 나정연 |
| 2019 | 웹드라마 | 찐엔딩             | 윤수호 |
| 2020 | 웹드라마 | 로맨스 토킹        | 현우   |
| 2020 | 웹드라마 | TRAP               | 한경우 |
| 2020 | 웹드라마 | 서류상 아빠        | 설유상 |
| 2021 | 웹드라마 | 리필 - 이프온리    | 차세정 |
| 2022 | JTBC     | 백일장 키드의 사랑 | 한태영 |
| 2023 | KBS2     | 혼례대첩           | 윤부겸 |
| 2024 | JTBC     | 옥씨부인전         | 이덕훈 |

### 뮤직비디오
| 연도 | 아티스트    | 곡명 |
| ---- | ----------- | ---- |
| 2020 | 리밋(Limit) | 낱말 |